# موش‌صاریغ تایلر
موش‌صاریغ تایلر (نام علمی: Marmosa tyleriana) نام یک گونه از سرده موش‌صاریغ‌ها است.